# The Honeydrippers
The Honeydrippers byla britská rocková superskupina, působící v 80. letech 20. století. Jejími hlavními členy byli Robert Plant (Led Zeppelin), Jimmy Page (The Yardbirds, Led Zeppelin) a Jeff Beck (The Yardbirds). Skupinu v roce 1981 založil Plant a v původní sestavě figurovali například kytaristé Robbie Blunt a Andy Silvester. V roce 1984 skupina vydala své první EP s názvem The Honeydrippers: Volume One, na němž již hráli, vedle Planta, také Page, Beck, Paul Shaffer, Brian Setzer, Dave Weckl a Nile Rodgers. Později skupina již žádné album nenahrála.

## Diskografie
- The Honeydrippers: Volume One (1984), US #4 UK #56